# Telefon Rocks
Telefon Rocks är en ö i Antarktis. Den ingår i ögruppen Sydshetlandsöarna. Argentina, Chile och Storbritannien gör anspråk på området.